# Dave Kushner
Dave Kushner, all'anagrafe David Kushner (Los Angeles, 16 novembre 1965), è un chitarrista statunitense.

## Biografia
Ha suonato in gruppi come Wasted Youth, Infectious Grooves, Electric Love Hogs, Cyco Miko, Zilch e Loaded. Ricordato anche per essere stato chitarrista dei Velvet Revolver.
In Black Daze (1988), ultimo album dei Wasted Youth, suonò anche il basso. Circa un anno dopo lasciò la band. In seguito si unì agli Infectious Grooves, progetto collaterale dei Suicidal Tendencies, per il primo album The Plague That Makes Your Booty Move...It's the Infectious Grooves (1991).
Nel 1992 Kushner passò agli Electric Love Hogs, che pubblicarono un disco per l'etichetta London Records. Furono in concerto con gli L.A. Guns negli Stati Uniti, e con gli Ugly Kid Joe in Gran Bretagna. Dopo tre anni di pausa, Kushner registrò insieme a Cyco Miko (alias Mike Muir) l'album Lost My Brain! (Once Again). Per nove mesi fu anche nei Danzig, ma con loro sostenne un loro concerto al Whisky a Go Go. Inoltre lavorò ad alcuni brani nella raccolta dei Suicidal Tendencies Friends & Family, Vol. 1, pubblicata nel dicembre del 1997.
Nel 1998 il gruppo hard rock Zilch, fondato dal giapponese Hide dopo lo scioglimento dei suoi X Japan, registrò il disco d'esordio 3.2.1 ed accompagnò in tour negli Stati Uniti Marilyn Manson. Dopo l'uscita dell'album in Giappone, Hide fu però trovato morto nella sua stanza d'albergo, e la pubblicazione di 3.2.1 negli USA fu sospesa. Gli altri Zilch sostennero altri tour in patria con vari musicisti statunitensi, in memoria del cantante. Lì Kushner incontrò Duff McKagan, in concerto con i Loaded, e da allora sono amici e collaboratori.
Nella primavera del 2002 Kushner si unì ai Loaded, sostituendo l'ex chitarrista Mike Squires. Alla fine dello stesso anno il gruppo si prese una pausa, e Duff iniziò a lavorare con i Velvet Revolver, a cui a dicembre si sarebbe aggregato anche Dave come chitarrista ritmico.

## Strumenti
Kushner suona chitarre Fernandes.